# 那卡諾
那卡諾（1918年12月22日—1993年2月21日），本名黃仲鑫，臺灣著名作詞家、鼓手。

## 生平
台南第二公學校畢業後，師承於黃錦昆，20歲即出師。台灣日治時代，以中野（NAKANO）為日本名，並以音譯定藝名為那卡諾，曾自組那卡諾大樂團，後進入楊三郎之黑貓歌舞團擔任首席鼓手。
1946年，完成〈望你早歸〉一曲，這是他第一首創作。1947年，那卡諾又寫了一首〈苦戀歌〉，與楊三郎合作，轟動一時。1993年2月22日，病逝於北投逸仙醫院，享年75歲。

## 相關詞條
- 活躍於臺灣日治時期（20世紀）重要的臺語流行音樂人（包含作詞人、作曲人、歌手），有：林清月、王雲峰、許丙丁、鄧雨賢、陳君玉、姚讚福、江中清、李臨秋、蘇桐、周添旺、陳秋霖、陳水柳、陳達儒、郭玉蘭（又名雪蘭，女歌手）、林氏好（女歌手）、純純（女歌手）、愛愛（女歌手）、吳晉淮、呂泉生、吳成家、那卡諾、許石、楊三郎、葉俊麟、洪一峰等人。